# Gaby Cabrini
Gabriela Cabrini, mais conhecida como Gaby Cabrini (São Paulo, 8 de novembro de 1990), é uma produtora, apresentadora de televisão, repórter e jornalista brasileira. Ganhou notoriedade como colunista e repórter dos quadros Giro dos Famosos e Pá Pum com Gaby Cabrini, respectivamente, ambos exibidos no Vem Pra Cá, do SBT. Atualmente apresenta o Fofocalizando.

## Carreira
Filha do jornalista Roberto Cabrini e de Renata Cabrini, Gaby iniciou sua carreira aos 15 anos, em 2007. Na época, enquanto acompanhava o pai no Programa Raul Gil, exibido pela Band, Gaby pediu uma oportunidade a Raul Gil Jr., filho do apresentador Raul Gil, sem o conhecimento de seu pai. Assim, começou a trabalhar na produção do programa.
“Eu lia carta, respondia cartas, segurei fitas e depois fui pra produção”, contou Gaby em entrevista à CARAS.
Posteriormente, mudou-se para os Estados Unidos, onde se formou em jornalismo pela Universidade Purdue. Ao retornar ao Brasil, iniciou sua trajetória como repórter da Rádio Metropolitana em 2015, no mesmo ano, participou do reality show Eu Na Mix, da extinta Mix TV, chegando a ser finalista. Em 2018, tornou-se repórter da Rádio Mix e, posteriormente, assinou contrato com o SBT.
Sua estreia no Fofocalizando ocorreu em 13 de setembro de 2019 como repórter, entrevistando o ex-integrante do grupo RBD, Christian Chávez, durante sua passagem pelo Brasil para uma série de shows. A entrevista foi exibida no programa.
No dia 22 de março de 2021, estreou o Vem Pra Cá, no programa, Gaby atuava como colunista do quadro Giro dos Famosos e como repórter no quadro Pá Pum com Gaby Cabrini, onde fazia perguntas a celebridades e eles respondiam. Gaby decidiu seguir carreira no jornalismo, assim como o pai, que diz ser sua “inspiração”, mas com foco no universo das celebridades.
Atualmente, ela apresenta o Fofocalizando. Desde sua estreia no SBT, realizou diversas reportagens para o programa e, eventualmente, substituiu Chris Flores, cobrindo seu período de férias. Após a saída definitiva de Chris em 2024, Gaby tornou-se apresentadora fixa do programa, onde segue até hoje.

## Vida pessoal
Gaby Cabrini é casada com o tenista brasileiro Thomaz Bellucci desde 2016, com quem mantém um relacionamento de mais de uma década. Entre seus hobbies estão assistir a filmes, séries e jogar Super Mario em um Nintendo 64.

## Filmografia
| Ano           | Título                 | Função                                                            |
| ------------- | ---------------------- | ----------------------------------------------------------------- |
| 2007–08       | Programa Raul Gil      | Produtora                                                         |
| 2015–16       | Rádio Metropolitana    | Repórter                                                          |
| 2015          | Eu Na Mix              | Participante (finalista)                                          |
| 2018          | Rádio Mix              | Repórter                                                          |
| 2019–presente | Fofocalizando          | Repórter                                                          |
| 2021–22       | Vem Pra Cá             | Colunista (Giro dos Famosos) e repórter (Pá Pum com Gaby Cabrini) |
| 2022–25       | Fofocalizando          | Apresentadora                                                     |
| 2025          | Verão Maior Paraná     | Apresentadora                                                     |
| 2025          | Programa Silvio Santos | Jurada Convidada                                                  |
| 2025-Presente | The Voice Brasil       | Co-Apresentadora                                                  |